# Mahembea
Mahembea hewitti  es una especie de araña araneomorfa de la familia Araneidae. Es el único miembro del género monotípico Mahembea. Es originaria de África subsahariana.